# 牧民心書
牧民心書（韩语：／ Mokmin Simseo）是朝鮮王朝思想家丁若镛在1818年(纯祖18年)记录地方官吏的事跡的書籍，收录在《與猶堂全書》第16—29卷中。
它最初製作於1818年，當時是一本寬15厘米、高22.0厘米的書。 其中一些目前保存在長西閣，手稿（第7至9卷，49卷中的16卷中的1卷）保存在檀國大學退溪紀念圖書館。